# Lilla Granskär (Hammarland, Åland)
Lilla Granskär är ett skär i Åland (Finland). Det ligger i Ålands hav och i kommunen Hammarland i landskapet Åland, i den sydvästra delen av landet. Ön ligger omkring 15 kilometer väster om Mariehamn och omkring 290 kilometer väster om Helsingfors.
Öns area är 1,8 hektar och dess största längd är 320 meter i nord-sydlig riktning. Närmaste större samhälle är Jomala, 14,9 km öster om Lilla Granskär.